# Андезит
Андези́т (от исп. Andes — название горной системы Анды в Южной Америке) — магматическая вулканическая горная порода среднего состава, нормального ряда щёлочности из семейства андезитов.

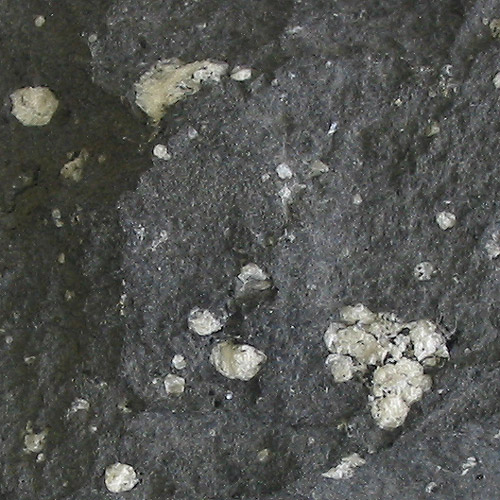
Образец андезита (тёмный цвет) с амигдалоидными пузырями, заполненными цеолитами. Диаметр — 6 см

## Описание

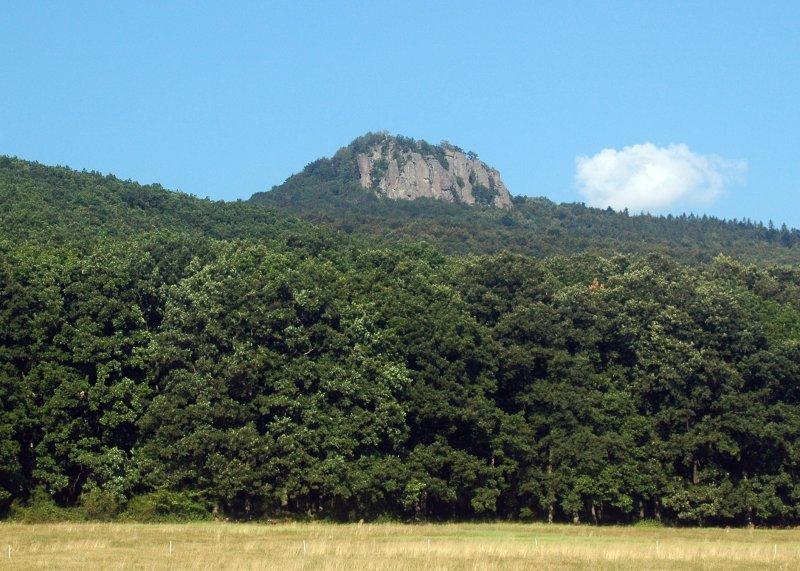
Гора Жарнов (Втачник), состоящая из андезита.

- Минеральный состав: плагиоклаз, вкрапленники полевых шпатов, роговой обманки, биотита.
- Средний химический состав: SiO2 56—64 %,Al2O3 16—21 %, CaO 6—7 %, FeO 3—5 %,  Fe2O3 3—4 %, MgO 3—4 %,  Na2O 2—4 %, K2O 1—2 %, TiO2 0,5—0,7 %[1].
- Цвет: тёмно-серый или почти чёрный.
- Структура: неполнокристаллическая (порфировая). Для основной массы характерна пилотакситовая структура, образованная субпараллельными лейстами плагиоклаза.
- Текстура: плотная или пористая, часто флюидальная.
- Удельный вес: 2,5 т/м³.
- Форма залегания: вулканические потоки и эффузивные купола.
- Отдельность: столбчатая, в случае подводных излияний — подушечная.
- Генезис: эффузивный аналог кварцевого диорита. Кайнотипная (неизменённая) порода. Андезиты характерны для зрелых, энсиалических островных дуг и активных континентальных окраин андийского типа. Метаандезиты встречаются в постархейских зеленокаменных поясах.
- Разновидности: по составу темноцветных минералов во вкрапленниках различают авгитовые, гиперстеновые, роговообманковые и биотитовые андезиты.
- Диагностика: андезиты связаны непрерывными переходами с вулканическими породами близкого состава — базальтами, дацитами, трахитами. Макроскопически определить вид вулканической породы не всегда возможно. В отличие от базальтов для андезитов не характерны вкрапленники пироксена, достаточно редко встречаются афировые разности. Как правило, вкрапленники в андезитах представлены плагиоклазом.
- Практическое значение: строительный и кислотоупорный материал.
- Месторождения: Армения, Курильские острова, Украина, Грузия, Камчатка, Кавказ, Крым, Средняя Азия, Приморье и другие.